# Shades of a Blue Orphanage
Shades of a Blue Orphanage es el segundo álbum de estudio de la banda de hard rock irlandesa Thin Lizzy, lanzado a través de Deram Records en 1972.
El título es una combinación de las dos bandas de los que provenían los músicos: Shades of Blue y Orphanage.

## Lista de canciones

### Versión original
- Todas las canciones compuestas por Phil Lynott, excepto donde se indique lo contrario.

1. "The Rise and Dear Demise of the Funky Nomadic Tribes" (Lynott, Eric Bell, Brian Downey) – 7:06
2. "Buffalo Gal" – 5:30
3. "I Don't Want to Forget How to Jive" – 1:46
4. "Sarah" – 2:59
5. "Brought Down" – 4:19
6. "Baby Face" – 3:27
7. "Chatting Today" – 4:19
8. "Call the Police" – 3:37
9. "Shades of a Blue Orphanage" – 7:06

### Versión remasterizada
- El 11 de octubre de 2010 salió a la venta una versión remasterizada de con las siguientes pistas adicionales.

1. "Whiskey in the Jar" (versión larga)
2. "Black Boys on the Corner"
3. "Buffalo Gal" (regrabado y remezclado en 1977)
4. "Sarah" (regrabado y remezclado en 1977)
5. "Brought Down" (regrabado y remezclado en 1977)
6. "Suicide" (BBC Radio 1 John Peel Session)
7. "Black Boys on the Corner" (BBC Radio 1 John Peel Session)
8. "Saga of the Ageing Orphan" (BBC Radio 1 John Peel Session)
9. "Whiskey in the Jar" (BBC Radio 1 John Peel Session)

## Personal
- Eric Bell - guitarra
- Brian Downey - batería, percusión
- Phil Lynott - bajo, voz, guitarra acústica
- Clodagh Simonds - clavecín, mellotron